# Iwan Schischman

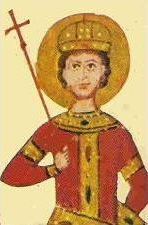
Iwan Schischman. Tetraevangeliar von Zar Iwan Alexander

Iwan Schischman (* um 1350; † 3. Juni 1395 in Nikopol) war ein bulgarischer Prinz und ab 1371 Zar von Bulgarien in Weliko Tarnowo.

## Leben
Iwan war der älteste Sohn von Zar Iwan Alexander von Bulgarien aus der Familie der Schischmaniden aus seiner zweiten Ehe mit Theodora, einer zum Orthodoxen Glauben konvertierten Jüdin.
Er wurde von seinem Vater 1356 zum Mitregenten erhoben, während sein Halbbruder Iwan Strazimir das Gebiet um Widin als Herrschaftsgebiet erhielt. In seiner Regierungszeit kam Bulgarien unter die Herrschaft der Osmanen, die das Land 500 Jahre lang beherrschen sollten. 
Nach dem Tod seines Vaters unterstützte Iwan eine antiosmanische Koalition des südserbischen Königs Vukašin Mrnjavčević, den er mit einem bulgarischen Kontingent unterstützte. Das serbisch-bulgarische Heer wurde jedoch in der Schlacht an der Mariza am 26. September 1371 völlig aufgerieben. Damit wurde Bulgarien am Ende des 14. Jahrhunderts das Hauptgebiet türkischer Expansion in Europa. Um 1373 war Iwan gezwungen, die osmanische Suzeränität über sein Reich anzuerkennen und seine Schwester Tamar (Kera Tamara) dem Sultan zur Frau zu geben. 

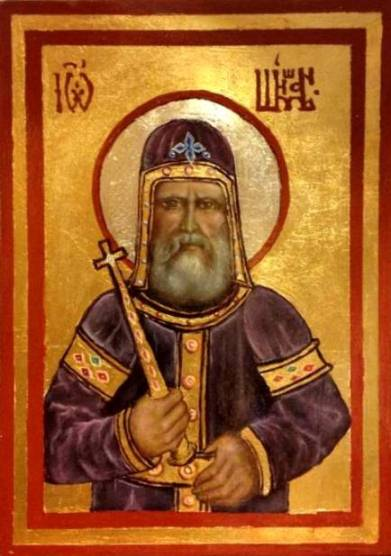
Hl. Iwan Schischman.

Trotz seiner Unterwerfung blieb Bulgarien in den nächsten Jahrzehnten vor osmanischen Angriffen nicht verschont. Derart bedrängt verlor er Ichtiman 1378, dem Sofia 1383 folgte. Schließlich verweigerte er dem türkischen Sultan Murad I. die  Huldigung. 1388 überrannten die Osmanen ganz Bulgarien und belagerten Iwan in Nikopol. Er musste sich dem Sultan erneut unterwerfen. Im Jahr 1393 wurde Bulgarien abermals ein Ziel türkischer Angriffe, nach drei Monaten Belagerung fiel am 17. Juli die bulgarische Hauptstadt Weliko Tarnowo. Die Eroberung der Hauptstadt wird oft als das Ende des Zweiten Bulgarischen Reiches angesehen, obwohl Iwan Schischman in der Festung Nikopol überlebte.
Iwan regierte von Nikopol aus als osmanischer Vasall, wurde jedoch am 3. Juni 1395 auf Befehl Sultan Bayezids I. hingerichtet und sein Herrschaftsgebiet dem Osmanischen Reich einverleibt. Sein Halbbruder Iwan Stratsimir hielt ein bulgarisches Restreich in Widin aufrecht, bis auch dieses 1396/7 annektiert wurde. Ein weiteres bulgarisches Staatengebilde war das Despotat Dobrudscha an der Schwarzmeerküste.
Der Shishman Peak auf der Livingston-Insel in der Antarktis ist nach ihm benannt.